# Río Negro, Montecristo de Guerrero
Río Negro är en ort i Mexiko.   Den ligger i kommunen Montecristo de Guerrero och delstaten Chiapas, i den sydöstra delen av landet, 800 km sydost om huvudstaden Mexico City. Río Negro ligger 1 340 meter över havet och antalet invånare är 133.
Terrängen runt Río Negro är bergig söderut, men norrut är den kuperad. Runt Río Negro är det ganska glesbefolkat, med 27 invånare per kvadratkilometer. Närmaste större samhälle är Nueva Palestina, 18,8 km norr om Río Negro. I omgivningarna runt Río Negro växer i huvudsak städsegrön lövskog.